# Admas Sagad I
Admas Sagad I, död 1563, var kejsare av Etiopien mellan 1559 och 1563.